# 日本出租屋宇投資法人
日本出租屋宇投資法人(Japan Rental Housing Investments Inc. 或 日本賃貸住宅投資法人)，（東證1部：8986）由三笠資產管理股份有限公司旗下信託管理，主要經營日本所有房產產業。包括東京、北海道、信越等地區資產。
而每年財政年度則為3月31日止。而在2010年3月26日，正式和已結業的前景房產信託投資法人合併。
其股份自2006年於東京證券交易所房地產信託基金板上市。